# دانييل هوس
دانييل هوس (بالفرنسية: Daniel Huss)‏ (4 أكتوبر 1979 بلوكسمبورغ في لوكسمبورغ - ) هو لاعب كرة قدم لوكسمبورغي في مركز الهجوم. شارك مع منتخب لوكسمبورغ لكرة القدم. أما مع النوادي، فقد لعب مع ستاندارد لييج ونادي كايزرسلاوترن ونادي غريفينماتشر الرياضي ‏.

## وصلات خارجية
- دانييل هوس على موقع الاتحاد الدولي (مؤرشف)  (الإنجليزية)
- دانييل هوس على موقع قاعدة بيانات كرة القدم.إي يو (الإنجليزية)
- دانييل هوس على موقع ناشيونال فوتبول تيمز (الإنجليزية)
- دانييل هوس على موقع Soccerway.com (الإنجليزية)
- دانييل هوس على موقع عالم كرة القدم.نت (الإنجليزية)